# Марко Антоније Јулијан
Марко Антоније Јулијан је био прокуратор Јудеје у периоду од 66. до 70. године нове ере, током Првог јеврејско-римског рата.
Јулијан је постављен за прокуратора уместо Хесија Флора, који је лоше радио на спречавању сукоба. Прокуратор је користио палате Ирода Великог у Цезареји за себе и као касарне за римске трупе. Такође је запленио злато из храмова Јевреја у име цара.
Могуће је да је Марко Антоније Јулијан био рођак Марка Антонија Феликса, прокуратора од 52. до 58. године, што му је помогло да боље разуме ситуацију у царству. Међутим, Јулијан није успео да спречи да се јеврејски устанак претвори у рат.
Чини се да је Јулијан био последња особа која је имала титулу прокуриста Јудеје, иако није јасно када и како је напустио своју функцију. После Првог јеврејско-римског рата, Секст Ветеулијан Церијалис је постављен за легата Јудеје.
Једина особа која је водила хронологију тог времена био је Јосиф Флавије, који говори да је стварна власт у то време била код генерала Веспазијана, а потом од 70. године нове ере, његовог сина Тита.
Према писцу Минуцију Феликсу (Октавије 33.4), он је написао историјску књигу која се односи на Јевреје тог времена, али је сада изгубљена.